# Lisa Shaw
Lisa Shaw fue una cantante de música urbana, deep house y house nacida en Toronto, Ontario, Canadá.

## Carrera
Su carrera despega cuando se asienta en Nueva York luego de haber vivido en Toronto. Su llegada fue bienvenida en los círculos neoyorquinos de música electrónica y house. Debutó en 1995 con el sencillo llamado "Makin' Love Makin' Music", escrito por DJ Smash.
Luego de haberse convertido en un fenómeno underground, ella lanzó varios singles y colaboró en diversos proyectos, destacando entre ellos trabajos con “Lovetronic”, “Blue Six”, “Central Living” y “Aquanote”. Análogamente, su trabajo musical lo desarrolló de la mano de su marido, DJ Swingsett mientras de adentraba en el mundo del deep house de la mano del productor y compositor Miguel Migs, con quien ha trabajado constantemente. Muchos de estos singles y remezclas han aparecido en diversas compilaciones, incluso en algunas ediciones de los discos del sello británico Hed Kandi.
Lisa Shaw lanzó su álbum debut como solista el año 2005, “Cherry”, con el sello Astralwerks. Shaw aparece como cantante invitada en el álbum de Miguel Migs, “Those Things”, lanzado el año 2007. El grupo de baile Kaba Modern utilizó una remezcla de su solo "Grown Apart" en la primera temporada de America's Best Dance Crew en 2008. Su segundo álbum titulado “Free” fue lanzado el 10 de marzo de 2009. A lo largo de su carrera, Lisa ha mostrado una versatilidad increíble, paseándose por una gama de estilos que van desde el deep house, al drum'n'bass, el hip-hop, el soul, o el trip-hop.

## Discografía

### Álbumes
- "Cherry" (2005) (Naked Music/Astralwerks Top Electronic Albums: #20)
- "Free" (2009) (Salted Music)

### Singles
- "Makin' Love Makin' Music"
- "Always"
- "Let It Ride"
- "Cherry"
- "Born To Fly"
- "Side To Side" (feat. Miguel Migs)